# Генеральна рада Сан-Марино

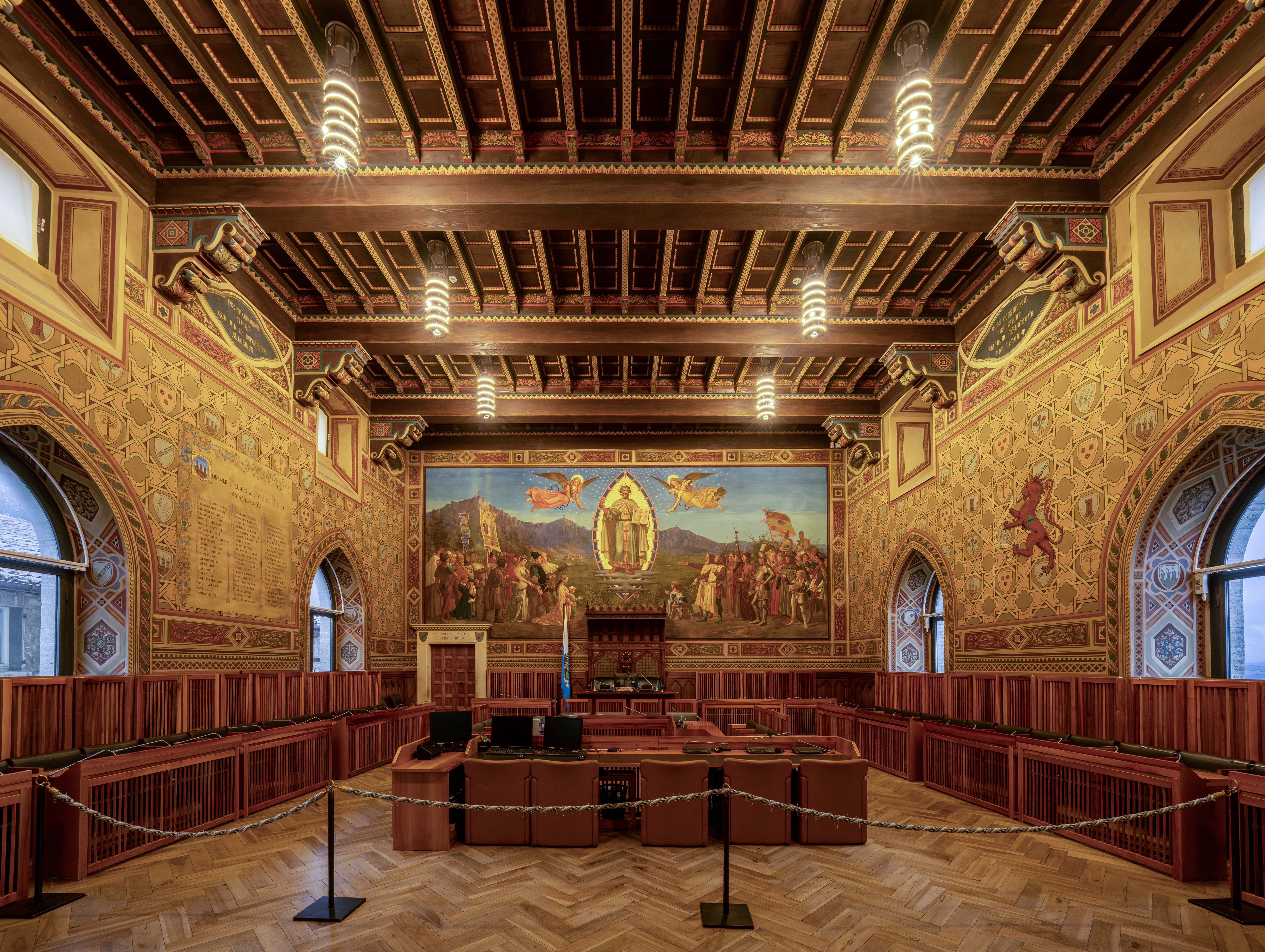
Зала засідань Генеральної ради.

Генеральна рада Сан-Марино — законодавчий орган Сан-Марино. Складається з 60 депутатів, які обираються на п'ятирічний термін.
Вибори проводилися за пропорційною виборчою системою з 1945 до 2007. Після цього вони проводилися за системою, подібною до виборів в містах Італії. Більшість, принаймні 35 місць віддається коаліції партій, що отримала абсолютну більшість голосів на першому турі виборів або на можливому другому турі. Мандати інших коаліцій розподіляються за методом д'Ондта. Прохідний бар'єр складє 3,5 %. Гарантовані місця для жінок-кандидатів.
Генеральна рада обирає зі свого складу Державний конгрес, який є виконавчою владою та Капітанів-регентів, які є головами держави.
Рада створена за зразком Римського Сенату.

## Партії
Після останніх виборів, які відбулися 20 листопада 2016, розподіл місць в Генеральній раді є таким:
| Коаліція/ опозиція | Партії                                         | Кількість місць |  |
| Коаліція           | Сан-Маринська християнсько-демократична партія | 21              |  |
| Коаліція           | Партія соціалістів та демократів               | 10              |  |
| Коаліція           | Народний альянс                                | 4               |  |
| Опозиція           | Соціалістична партія                           | 7               |  |
| Опозиція           | Союз за республіку                             | 5               |  |
| Опозиція           | Об'єднані ліві                                 | 5               |  |
| Опозиція           | Громадський рух 10                             | 4               |  |
| Опозиція           | Громадський рух RETE                           | 4               |  |
| Всього             | Всього                                         | 60              |  |

## Вибори
Результати виборів за роком:
- 1932
- 1938
- 1943
- 1945
- 1949
- 1951
- 1955
- 1959
- 1964
- 1969
- 1974
- 1978
- 1983
- 1988
- 1993
- 1998
- 2001
- 2006